# Sofia Ahlbom
Sofia Ahlbom, nata Sophia Carolina Ahlbom (Västerås, 25 novembre 1803 – Stoccolma, 8 giugno 1868) è stata un'incisore, scrittrice, fotografa, è stata inoltre una cartografa, litografa ed una disegnatrice. Fu anche una attivista femminista svedese.

## Biografia
Figlia dell'orafo Anders Efraim e di Anna Catharina Karth, mostrò un talento per il disegno fin da bambina. Ricevette una istruzione nell'incisione da Johan Grandel a Västerås, un incisore di rame, all'epoca, molto anziano. Nel 1822 perse il padre e Ahlbom, con la sorella Gustava, per sostenere la famiglia e l'anziana madre, fondò e gestì una scuola femminile. Contemporaneamente fu attiva nell'incisione professionale, eseguendo, tra l'altro, una mappa di Visby su pietra ed una di Stoccolma, città, quest'ultima, dove si trasferì con la famiglia nel 1832, sperando in migliori condizioni di lavoro. Per approfondire le proprie conoscenze sull'incisione, fece due viaggi a Parigi, ove eseguì delle litografie per il disegnatore Jacob Ahlbom nel 1842-1844.
Dagli anni Sessanta dell'Ottocento fu attiva come fotografa, anche se non sappiamo da chi abbia imparato la professione. Sembra che il suo atelier fosse già attivo nel 1863 a Stoccolma ma viene annotato che era abbastanza celebre in città. Lasciò l'attività di fotografa tre anni dopo per tornare ad occuparsi di incisioni. Da quanto sappiamo rimase nubile e visse con sua sorella e con la madre. Del resto, sappiamo che la metà delle prime quattordici fotografe donne svedesi rimase nubile. Secondo quanto riporta il Museo nazionale di Stoccolma, l'atelier fotografico fu gestito assieme a Fredrika Hassel, la cui nascita viene collocata tra il 1800 e il 1816.
Ahlbom incise oggetti in rame, argento e oro. In patria fu assunta dalla Scuola di Navigazione a Stoccolma dove incise le iscrizioni nelle medaglie che venivano consegnate ai soldati sia per le esercitazioni che per la "Krigsakademien vid Karlberg" (Accademia di guerra di Karlberg). Incise inoltre il libro di araldica per la Riksdag degli Stati nel 1861-1864. Ahlbom fu attiva anche come scrittrice, pubblicando poesie e prosa. Fu probabilmente una autodidatta molto erudita, conosciuta e considerata nei circoli letterari. La scrittrice Fredrika Bremer la nomina nel primo dei volumi di "Livet i gamla världen" (Vita nel vecchio mondo) (1860-1862).
A partire dagli anni Cinquanta dell'Ottocento, per quanto riguarda i diritti delle donne, si mobilitò sulla questione dell'istituzione della pensione pubblica alle insegnanti. La proposta fu concretizzata su iniziativa di Josefina Deland nel 1855 per la quale esse si costituirono in associazione ma il progetto rischiò di naufragare per l'incompetenza dei responsabili. Ahlbom, che succedette a Deland, in veste di segretaria dell'organizzazione, dopo la sua approvazione da parte del governo, mantenne questo incarico durante il periodo 1859-1864 e realizzò con successo il progetto. Le successe Fredrika Hassel.